# Gerald Nye
Gerald Prentice Nye, född 19 december 1892 i Hortonville, Wisconsin, död 17 juli 1971 i Washington, D.C., var en amerikansk republikansk politiker. Han representerade delstaten North Dakota i USA:s senat 1925–1945. Han var en progressiv republikan.
Nye arbetade som journalist i Wisconsin och i Iowa. Han flyttade 1915 till North Dakota.
Senator Edwin F. Ladd avled 1925 i ämbetet och Nye blev utnämnd till senaten fram till fyllnadsvalet år 1926. Nye vann sedan både fyllnadsvalet och ordinarie senatsvalet senare samma år. Han omvaldes dessutom 1932 och 1938.
Nye stödde Franklin D. Roosevelts reformprogram New Deal. Han ställde sig kritisk till att USA hade deltagit i första världskriget och ville genom sin aktivitet i America First Committee förhindra USA:s deltagande i andra världskriget. Han röstade ändå för kriget efter attacken mot Pearl Harbor trots att han dagen före omröstningen hade sagt på ett möte att presidenten manövrerade USA till kriget. Han kritiserade filmindustrin i Hollywood, speciellt Warner Bros., för att ha skapat krigsstämningar. Han efterträddes 1945 som senator av John Moses.
Nye var frimurare. Hans grav finns på Fort Lincoln Cemetery i Brentwood som är en förort till Washington, D.C.